# Zhou Yuelong
Zhou Yuelong (chinesisch 周躍龍, Pinyin Zhōu Yuèlóng; * 24. Januar 1998 in Chengdu) ist ein chinesischer Snookerspieler. Seit 2014 gehört er der Profitour an.

## Karriere
Zhou Yuelong galt schon früh als großes Talent und bekam mit 14 Jahren erstmals Wildcards für die in China stattfindenden Profiturniere der Snooker Main Tour. Beim Wuxi Classic 2012 schaffte er mit einem Sieg über Michael White den Sprung unter die letzten 32. Auch bei der International Championship in seiner Heimatstadt Chengdu kam er in die erste Finalrunde, allerdings aufgrund der Absage seines Gegners. Dazu nahm er in dieser Saison auch an den Asienturnieren der Players Tour Championship 2012/13 teil und kam dabei zweimal unter die letzten 32.
Bei der U21-Weltmeisterschaft in Peking kam Zhou im Juli 2013 ins Finale, wo er seinem Landsmann Lu Ning unterlag. Danach erreichte er bei zwei PTC-Turnieren der Asian Tour in Folge das Viertelfinale. Am Jahresende nahm er auch an der Seniorenweltmeisterschaft der Amateurspieler in Lettland teil und gewann mit 15 Jahren als bislang jüngster Spieler und als erster Chinese den Titel. Durch diesen Erfolg war er auch für die nächsten beiden Jahre für die Profitour qualifiziert.
In die Saison 2014/15 startete der Jungprofi mit der erfolgreichen Qualifikation für das Wuxi Classic mit einem Sieg über Alfie Burden. Nachdem er danach zweimal in der zweiten Qualifikationsrunde gescheitert war, gelang ihm bei der International Championship die Qualifikation gegen Liang Wenbo und im Hauptturnier ein Erstrundensieg. Bei den China Open gelang ihm eine Bestätigung des Erfolgs mit Siegen über Michael Holt, einem weiteren Spieler aus den Top 32, und Anthony Hamilton. Bei der Players Tour Championship erreichte er in dieser Saison bei den Xuzhou Open 2015 das Viertelfinale und zweimal die Runde der letzten 32. Bei der Snookerweltmeisterschaft 2015 konnte Liang Wenbo erfolgreich Revanche nehmen und Zhou in Runde 2 schlagen.
Seine zweite Profisaison begann er auf Platz 68 der Weltrangliste. Im Juni 2015 gewann er zum Auftakt gemeinsam mit Yan Bingtao als Team China B durch einen 4:1-Finalsieg gegen die Schotten John Higgins und Stephen Maguire den World Cup. Die Qualifikation für die ersten beiden Weltranglistenturniere der Saison verpasste er jedoch, obwohl er einzelne Qualifikationsrunden gewann. Erneut stand er dann aber bei der International Championship im Hauptturnier und erstmals kam er bis ins Achtelfinale, wo er Thepchaiya Un-Nooh nur knapp mit 5:6 unterlag. Damit gelang ihm auch der Sprung unter die Top 64 der Weltrangliste. Mit kleineren Erfolgen stabilisierte er diese Position und in der ganzen Saison verlor er nur ein einziges Mal ein Auftaktmatch. Beim Champion-of-Champions-Turnier besiegte er den amtierenden Weltmeister Stuart Bingham, beim Snooker Shoot-Out und dem Gdynia Open erreichte er das Achtelfinale. Durch das Erreichen der dritten Runde bei der WM schloss er die Saison auf Platz 54 ab und sicherte sich damit den weiteren Tourverbleib.
Im Februar 2019 spielte er bei den Indian Open das erste Maximum Break seiner Karriere.
Bei den European Masters 2020 erreichte er zum ersten Mal in seiner Karriere das Finale eines Ranglistenturniers, in dem er mit einem whitewash von 0:9 gegen Neil Robertson verlor. Auf dem Weg ins Finale hatte er u. a. Mark Williams und Barry Hawkins geschlagen.

## Erfolge
- Amateur-Weltmeister 2013